# Слике и прилике
Слике и прилике је југословенски кратки телевизијски филм из 1981. године. Режирао га је Славољуб Стефановић Раваси а сценарио је написао Стеван Раичковић.

## Улоге
| Глумац                   | Улога |
| ------------------------ | ----- |
| Стојан Столе Аранђеловић |       |